# 七實里菜
七實里菜（日语：七実りな），日本的AV女優，目前為「IdeaPocket」專屬女優。

## 經歷
2018年7月，成為「IdeaPocket」的專屬女優AV出道。

## 作品

### AV
※皆為「IdeaPocket」專屬
2018年
- FIRST IMPRESSION 127 20歳ショートカットの現役女子大生AVデビュー！（7月19日）
- 制服美少女のイクイク4本番 専属第2弾！汗・汁まみれ240分！（8月19日）
- カテキョ勉強よりフェラが得意な女子大生家庭教師（9月13日）
- ドキドキ初挑戦！露出でイジメてイカセてください…（10月13日）

### 寫真影像
- Rina マジカルナンバーセブン・七実りな（2018年6月7日、REbecca）※同時發行Blu-ray版本
- after school 七実りな（2018年9月25日、Air control）

## 外部連結
- 七實里菜的X（前Twitter）
- AV女優【七実りな】（页面存档备份，存于） - アイデアポケット公式サイト